# Кое-что о Гарри
Кое-что о Гарри (англ. The Thing About Harry) — американская телевизионная романтическая комедия 2020 года режиссёра Питера Пейджа по сценарию Питера Пейджа и Джоша Сентера. В фильме показана история отношений двух молодых мужчин — гея Сэма Баселли и пансексуала Гарри Тюрпина. Оба знают друг друга со школьной скамьи, когда Гарри буллил Сэма, потому что боялся обнаружить к нему свои чувства. Встретившись взрослыми, мужчины переживают ряд испытаний, прежде чем становятся счастливой семейной парой. Активное участие в жизни обоих героев принимают их друзья: легкомысленная Стэйша Купер и серьёзный Зак, которые также влюбляются друг в друга и сочетаются браком. Фильм был выдвинут на премию GLAAD Media Awards в номинации «Лучший телевизионный фильм» 2021 года.

## Сюжет
Сэм Басилли изучает политологию в университете Чикаго. Он открытый гей, который отрицает случайные сексуальные связи, предпочитая им стабильные отношения. Недавно Сэм порвал со своим парнем Малькольмом, уличив того в многочисленных изменах и потеряв в один день любимого человека и друга. Сэма поддерживает Анастэйша (Стэйша) Купер, с которой он дружит с первого года обучения в университете. Стэйша, гетеросексуалка, но, в отличие от Сэма, она предпочитает отношения с мужчинами без обязательств. Приближается день Святого Валентина, и Сэм собирается в родной город Либерти в штате Миссури на свадьбу одноклассников Келли и Криса, которые уговаривают его привезти с собой другого их одноклассника, Гарри Тюрпина. Мысль о том, что он проведёт девять часов за рулём автомобиля рядом с Тюрпином сильно тревожит Басилли, потому что во время обучения в школе Гарри всё время булил Сэма. Однако по дороге выясняется, что Тюрпин — пансексуал, и булил Басилли, потому что тот ему нравился. Гарри боялся, что его интерес к Сэму обнаружат другие одноклассники. Между парнями начинается дружба, но неожиданно к Тюрпину возвращается бывшая подружка, и его общение с Басилли прерывается.
Через год в тот же день Святого Валентина на вечеринке для одиноких в Чикаго происходит случайная встреча Басилли и Тюрпина. С Гарри знакомится Стэйша, которая пришла на вечеринку, чтобы поддержать Сэма. Она быстро нашла себе парня, с которым занялась сексом в туалете. А вот у мужчин снова ничего не вышло, потому что Сэму показалось, что Гарри флиртует с другим парнем.
Спустя полгода происходит ещё одна случайная встреча Басилли и Тюрпина, на этот раз на викторине в баре, куда Гарри пришёл вместе с соседом по комнате Заком и его девушкой Эйприл, а Сэм со своим парнем, арт-дилером Полом, который оказался дядей Эйприл. Во время викторины на решающий вопрос об искусстве Сэм выбирает вариант ответа, предложенный Гарри, а не Полом. Их команда побеждает, но Пол разрывает отношения с Сэмом. Зато между Сэмом и Гарри снова завязывается крепкая дружба. Так к их общению относится Сэм, а вот Гарри влюблён в него. На вечеринке после Чикагского прайда он готов признаться другу в любви, но Сэм решительно высказывается о невозможности отношений между друзьями, не дав Гарри и рта раскрыть. Басилли уходит за выпивкой, а когда возвращается, то видит, как Гарри и Стэйша занимаются сексом. Это причиняет ему боль. Вскоре после этого, во время встречи в кафе с друзьями Сэм напивается и ссорится с Гарри и Стэйшей. Он разрывает общение с ними. Попытки Сэма начать отношения с другими парнями терпят фиаско, потому что он всё ещё не может забыть Гарри.
Басилли много работает. Он, один из кураторов предвыборной кампании кандидата в мэры Чикаго. К нему на работу приходит Стэйша. Она приглашает Сэма на свою свадьбу в качестве друга невесты. Басилли соглашается, но спрашивает её, как к этому отнесётся Гарри. И тут выясняется, что Стэйша выходит замуж не за Гарри, а за его друга, Зака. Свадьба назначена на день Святого Валентина.
Басилли и Тюрпин снова встречаются на свадьбе друзей, и на этот раз Гарри признаётся Сэму в любви. Между ними завязываются отношения. Вместе они проводят ночь, а утром Гарри говорит Сэму, что через неделю должен улететь из Чикаго в Лос-Анджелес, где ему предложили перспективное место работы. Тюрпин рассчитывает, что они будут поддерживать отношения на расстоянии. Сэм расстроен тем, что Гарри не сказал ему об этом до того, как они переспали. Он говорит, что главное для него в отношениях это доверие, и если его нет, значит нет ничего. Сэм снова прекращает общаться с Гарри, не отвечает на его сообщения. Но Тюрпин не отступает. Увидев Басилли по телевизору на мероприятии, посвящённым предвыборной кампании кандидата в мэры Чикаго, он пробирается на него и со сцены снова признаётся Сэму в любви. Гарри говорит, что никуда не поедет, потому что работ может быть в жизни много, а любимый человек только один. Сэм и Гарри снова вместе. Друзья создают семью.

## В ролях
| Актёр          | Роль                     |
| -------------- | ------------------------ |
| Джейк Борелли  | Сэм Баселли              |
| Нико Терхо     | Гарри Тюрпин             |
| Бритт Барон    | Анастэйша (Стэйша) Купер |
| Джафет Балабан | Зак                      |
| Карамо Браун   | Пол                      |
| Питер Пейдж    | Кейси                    |

## Производство
Сценарий картины был написан в июле 2019 года; в ноябре того же года началось производство. Фильм снимался в Чикаго. Готовая продукция была предложена телеканалу Freeform исполнительными продюсерами Гульоттой и Денни. Премьерный показ фильма прошёл 15 февраля 2020 года на телеканалах Freeform и Hulu. По признанию режиссёра картины, одной из причин, по которым он взялся за работу над ней, был тот факт, что молодые представители ЛГБТ концептуализируют свою сексуальную идентичность разнообразней, чем предыдущие поколения; например, Гарри является пансексуалом, а не гомосексуалом или бисексуалом. По признанию Пейджа, «вероятность того, что два гомосексуала моложе двадцати пяти лет будут оба идентифицировать себя как геи, кажется незначительной в этом поколении». Вначале режиссёр не планировал сниматься в фильме, но после решил сыграть роль Кейси, соседа, сдающего в аренду Сэму часть квартиры. Пейдж сделал это, как дань своему исполнению роли Эммета Ханикатта в телесериале «Близкие друзья», вышедшего на экраны двадцать лет тому назад.

## Критика
Фильм получил положительные отзывы за классическое воплощение жанра ромкома с гей-романтическим развитием, которое завершилось нормализацией квир-отношений, но не лишило картину уникальности. Жасмин Блу из TV Fanatic отметила, что фильм «придерживался классической формулы ромкома, но при этом был достаточно вдумчивым и осознанным, чтобы не подменять гетеропару парой квиров». Критик Алекс Рейф отметил «химию» между главными героями картины и второстепенными персонажами. В рецензии на картину Амари Аллах написал, что фильм представляет собой позитивное представление о пансексуальности, избегая при этом общей темы травм в ЛГБТ-фильмах; критик также отметил отсутствие разнообразия в актёрском составе.

## Награды
Фильм был выдвинут на премию GLAAD Media Awards в номинации «Лучший телевизионный фильм» 2021 года.

## Музыка
В картине представлены следующие композиции:
- «Это тема FF» (англ. FF It Up) от Клео Мака;
- «Я только завожусь от Гарри» (англ. I'm Just Wild about Harry) в исполнении Моргана Исаака Карра[англ.];
- «Здесь со мной[англ.]» (англ. Here with Me) в исполнении Кристофера Комстока;
- «На старт. Внимание. Марш!» (англ. Mark Set Go) от Вив + Ко.;
- «Схватив чувства» (англ. Catching Feelings) в исполнении Drax Project[англ.];
- «Какой небесный способ умереть» (англ. What A Heavenly Way To Die) в исполнении Троя Сивана;
- «Слов недостаточно» (англ. Words Ain't Enough) в исполнении Тесса Вайолет;
- «Во свете» (англ. Into the Light) от Кори Тута;
- «Любовь. Любовь. Революция» (англ. Love Love Revolution) в исполнении Олега Мохова[англ.];
- «Рад нашей встрече[англ.]» (англ. Nice to Meet Ya) в исполнении Найла Хорана;
- «Ты думаешь» (англ. Do Ya Thing) от Вив + Ко.;
- «Звёздная пыль» (англ. Stardust) в исполнении Wave & Rome;
- «Если мы никогда не встретимся» (англ. If we never met) в исполнении Келси Баллерини;
- «Средство» (англ. Remedy) от Кори Тута;
- «Позволь мне отвезти тебя туда» (англ. Let Me Take You There) в исполнении Лоры Уайт[англ.];
- «Поцелуй мои губы» (англ. Kiss My Lips) от Черри Лили;
- «Думаю от тебе» (англ. Thinkin 'bout you) в исполнении Сиары;
- «Если миру наступит конец» (англ. If The World Was Ending) в исполнении Джи Пи Сакса[англ.] и Джулии Майклз;
- «Любви нравится это» (англ. Love Like This) в исполнении Бена Ректора[англ.];
- «Если не могу быть с тобой» (англ. If Can’t Have You) в исполнении Шона Мендеса;
- «Лучше чем это» (англ. Better Than This) в исполнении Рейган Джеймс;
- «Тела в комнате» (англ. Bodies in a Room) от Колина Магса.